# Traumatismo ocular

Un pedazo pequeño de acero se ha alojado al margen de la córnea.

Las lesiones físicas o químicas del ojo pueden ser una seria amenaza para la visión si no se tratan apropiadamente y de manera oportuna. La presentación más obvia de las lesiones oculares es el enrojecimiento y el dolor de los ojos afectados. Sin embargo, esto no es universalmente cierto, ya que los diminutos proyectiles metálicos no pueden causar ninguno de los síntomas. Deben sospecharse de los pequeños proyectiles metálicos cuando un paciente informa sobre un contacto metálico con el metal, como por ejemplo, martillando una superficie metálica. Los cuerpos extraños intraoculares no causan dolor debido a la falta de terminaciones nerviosas en el humor vítreo y en la retina que pueden transmitir sensaciones de dolor. Como tal, los médicos generales o de urgencias deben referir los casos que involucran el segmento posterior del ojo o los cuerpos extraños intraoculares a un oftalmólogo. Idealmente, el ungüento no se utilizaría cuando se refiere a un oftalmólogo, ya que disminuye la capacidad de llevar a cabo un examen a fondo de la vista.
Arrojar arena, volar trozos de madera, metal, vidrio, piedra y otros materiales son notorios por causar gran aporte del trauma ocular. Las pelotas deportivas como la pelota de críquet, la pelota de tenis de césped, la pelota de squash, el volante y otros objetos voladores de alta velocidad pueden golpear el ojo. El ojo también es susceptible al trauma contuso en un puñetazo. Los juegos de los niños pequeños, tales como el arco y la flecha, armas de balines y petardos pueden conducir a un trauma ocular. Los accidentes de tránsito con traumatismos de cabeza y faciales también pueden tener una lesión en los ojos suelen ser graves en la naturaleza con múltiples laceraciones, fragmentos de vidrios incrustados en los tejidos, fracturas orbitales, hematoma severo y lesiones penetrantes del globo ocular abierto con prolapso del contenido ocular. Otras causas de traumatismo intraocular pueden surgir de las herramientas del lugar de trabajo o incluso utensilios comunes del hogar.
Alrededor de 5 300 000 de casos de cuerpos extraños en los ojos ocurrieron en el 2013.

## Efectos

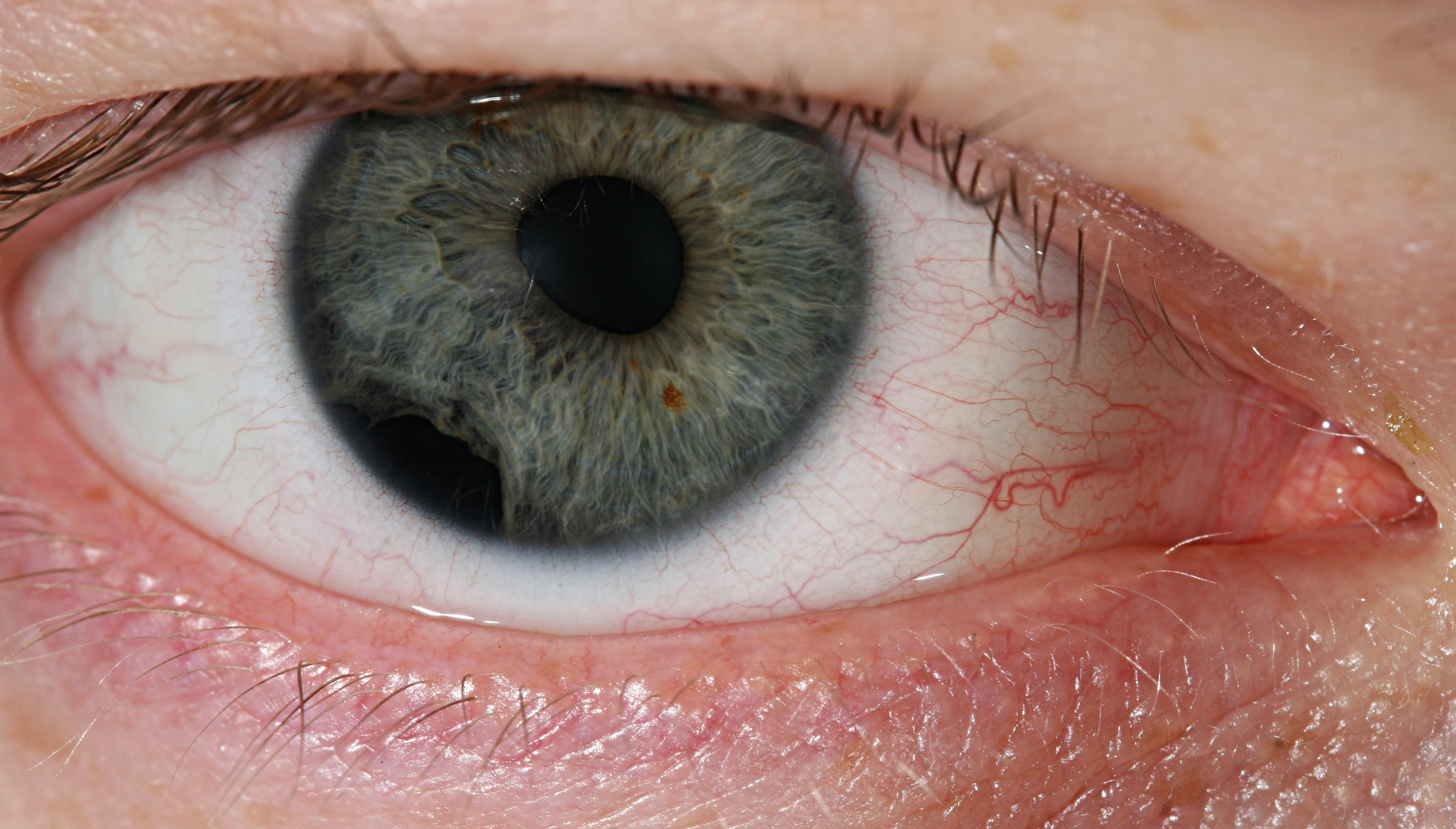
Lesión ocular producida por un impacto de un pequeño cuerpo extraño de plástico.

- Lesión del globo ocular cerrado o traumatismo no penetrante: el globo ocular está intacto, pero los siete anillos del ojo han sido descritos clásicamente como afectados por un traumatismo cerrado.
- Traumatismo penetrante: la integridad del globo ocular es interrumpida por una herida de entrada de espesor total y puede estar asociada con un prolapso del contenido interno del ojo. Estas lesiones se refieren a menudo como fractura del globo ocular o rotura del globo ocular, aunque éstos también se pueden incurrir por el trauma contuso.
- Traumatismo perforante: la integridad del globo ocular se interrumpe en dos lugares debido a una herida de entrada y de salida (a través y por lesión). Este es un tipo muy grave de lesión ocular.
- Fractura de atrapamiento muscular de los huesos orbitales pueden provocar atrapamiento muscular limitando la mirada en una dirección.

## Diagnóstico
El objetivo de la investigación es evaluar la gravedad de la lesión ocular con el fin de implementar un plan de manejo tan pronto como sea necesario. El usual examen del ojo debe ser intentado, y puede requerir un anestésico tópico para ser tolerable. Muchos agentes tópicos causan quemaduras después de la instilación. Se ha encontrado que la proximetacaína tiene la mejor tolerancia.
El primer paso es evaluar la condición externa del ojo y la órbita, y chequear las perforaciones, el hipema, prolapso uveal o penetración del globo ocular. Si la pupila está en forma de lágrima, y la cámara anterior es plana, esto casi siempre es una lesión perforante de la córnea o área limbal.
Dependiendo del historial médico y el examen preliminar, el médico de atención primaria debe designar las lesiones en los ojos como una verdadera «emergencia», «urgencia» o «semiurgencia».

### Emergencia
Una emergencia debe ser tratada en cuestión de minutos. Esto incluiría quemaduras químicas de la conjuntiva y la córnea.

### Urgencia
Una urgencia debe ser tratada en cuestión de horas. Esto incluye lesiones penetrantes del globo ocular, abrasiones corneales o cuerpos extraños corneales, el hipema (debe ser referido), laceraciones del párpado que son profundas implican al párpado o al canalículo lagrimal; quemaduras de energía radiante como el ojo de arco (quemadura del soldador) o ceguera de la nieve; o rara vez, la neuropatía óptica traumática.

### Semiurgencia
Una semiurgencia debe ser tratada dentro de 1 a 2 días. Incluye fracturas orbitales y hemorragias subconjuntivales.

## Manejo

### Irrigación
La primera línea de manejo para lesiones químicas es generalmente copiosa irrigación del ojo con un agua estéril o solución salina isotónica. En los casos de quemaduras químicas, uno debería no intentar la solución del tampón, pero en lugar de ello, diluirlo con lavado abundante.

### Parchado
Dependiendo del tipo de lesión ocular, se debe aplicar un parche de presión o parche protector. Hasta 1987, los parches de presión eran el método preferido para el tratamiento de las abrasiones corneales en los usuarios de lentes sin contacto; múltiples estudios controlados realizados por organizaciones acreditadas como la Academia Estadounidense de Oftalmología han demostrado que la presión del parche es de poco o ningún valor en la curación abrasiones de la córnea y es en realidad perjudicial para la curación en algunos casos. Una revisión de la Colaboración Cochrane encontró que el parche de abrasiones corneales simples no puede mejorar la curación o reducir el dolor. El parche de presión nunca debe ser usado en un individuo que se presenta con una abrasión corneal que tiene un historial de desgaste de los lentes de contacto. En esta circunstancia, una infección virulenta causada por la bacteria Pseudomonas aeruginosa se encuentra en un riesgo claramente delineado de ocurrencia. Estas infecciones pueden causar ceguera dentro de las 24 a 48 horas y existe la posibilidad de que la infección se pueda mover hacia la cavidad periorbital, lo que da lugar a la necesidad de evisceración del globo ocular.En casos raros, la infección puede entrar en el cerebro y causar la muerte al paciente.
En casos de penetración en el globo ocular, los parches de presión nunca deben aplicarse, y en su lugar se debe aplicar un parche protector que proteja el ojo sin aplicar ninguna presión. Si se aplica un parche de escudo a un ojo, el otro ojo también debe ser parchado debido al movimiento de los ojos. Si el ojo no lesionado se mueve, el ojo lesionado también se moverá involuntariamente posiblemente causando más daño.

### Suturación
En el caso de los cordones de los párpados, las suturas pueden ser parte del manejo adecuado por parte del médico de atención primaria, siempre y cuando la laceración no amenace el canalículo, no sea profunda y no afecte los márgenes del párpado.

## Recuperación
Comer ciertos productos y usar rutinas especiales puede ayudar a la recuperación.[cita requerida]

## Complicaciones
Se sabe que se producen complicaciones múltiples después de una lesión ocular: la cicatrización de la córnea, el hipema, la iridodiálisis, el glaucoma postraumático, la catarata uveítis, la hemorragia vítrea y el desprendimiento de retina. El riesgo de complicaciones es alto con lágrimas retinianas, lesiones penetrantes y traumatismo contuso severo.

## Epidemiología
Un estudio reciente estimó que entre el 2002 y el 2003 hubo 27 152 lesiones en Estados Unidos relacionadas con el uso de anteojos. El mismo estudio concluyó que las lesiones relacionadas con el deporte debido al desgaste de las gafas eran más comunes en los menores de 18 años y que las lesiones relacionadas con el otoño debido al desgaste de los anteojos eran más comunes en los mayores de 65 años. Aunque ocurren lesiones relacionadas con gafas, se han encontrado anteojos recetados y gafas de sol sin receta que "ofrecen una protección mensurable que resulta en una menor incidencia de lesiones oculares graves para los que las usan".